# Sd.Kfz. 254
Sd.Kfz. 254 bylo průzkumné kolopásové vozidlo německého Wehrmachtu, používané během II. světové války.

## Historie
Podle požadavku velení rakouské armády postavila firma Saurer roku 1935 prototyp kolopásového dělostřeleckého tahače. Prototyp dostal označení RR-6 (Räder-Raupen). Po dalším vývoji vznikl typ RR-7, schválený roku 1937 pro armádní službu. Bylo objednáno 160 vozidel. Produkce začala roku 1938, do anšlusu se podařilo vyrobit jen 15 kusů, poté byla výroba zastavena. Vyrobené tahače převzal Wehrmacht.

Ještě v roce 1938 však německý zbrojní úřad nařídil výrobu dalších 140 vozidel. Byla však požadována pancéřovaná vozidla, určená pro frontový průzkum. Vzniklá pancéřovaná verze nesla tovární označení RK-7 (Räder-Kettenfahrgestell), označení Wehrmachtu Sd.Kfz. 254. Sériová výroba probíhala v letech 1938–1940. V pancéřované verzi bylo dokončeno 129 kusů, zbylých 11 zůstalo ve formě nepancéřovaných tahačů.

Sd.Kfz. 254 byly nasazeny v Africe, na východní frontě a na Balkáně. Byly využívány především jako průzkumná vozidla motorizovaných dělostřeleckých pluků tankových divizí. Sloužily v řadách 1.Pz.Div. ,2.Pz.Div., 7.Pz.Div., 11.Pz.Div. a 15.Pz.Div. Z důvodu náročnosti na údržbu a nedostatku náhradních dílů byly postupně stahovány ze služby, poslední snad kolem roku 1944.

## Tank svobody
V roce 1950 nalezl vrak tahače RR-7 bývalý automechanik Václav Uhlík z Líní u Plzně. Stroj opravil a přestavěl na opancéřovaný transportér. V něm hodlal uprchnout do Bavorska, spolu se svou ženou, dvěma dětmi, Libuší Cloudovou a dalšími třemi uprchlíky. Dne 25. července 1953 prorazili tři pásma drátěných překážek a pronikli třicet kilometrů hluboko na západoněmecké území. Tam požádali o azyl a vystěhovali se do USA, kde byl jejich stroj vystavován jako „Freedom Tank“ (Tank svobody), dokonce se pro svou popularitu objevil i v televizní show Eda Sullivana. Uhlík svůj tank daroval Fordovu muzeu v USA, kde byl jako exponát uložen desítky let. Později ho získal soukromý sběratel z Michiganu, který ho vlastní ve své soukromé sbírce dodnes.

## Technický popis
Sd.Kfz. 254 je postaven na základě rakouského kolopásového tahače Saurer RR-7. Vozidlo má tedy pásový i kolový podvozek.

Pásovou část tvoří sestava šesti pojezdových kol odpružených vinutými pružinami. Dále je zde hnací kolo (vpředu) a napínací kolo (vzadu). Pás je nesen třemi kladkami.

Kolovou část tvoří čtyři mechanicky sklopná kola s automobilovými pneumatikami. Při jízdě na kolech jsou poháněna pouze zadní kola, přední kola jsou řiditelná. Sklápění kol zajišťuje pomocný motor přes šnekový převod. Změna podvozku trvá asi 4 sekundy a lze ji provádět pouze při stání. Sklápění je ovládáno z místa řidiče.

Vozidlo je poháněno dieselovým motorem Saurer CRDv. Převodovka má 5 stupňů vpřed a 1 vzad.

Nástavba vozidla je plně uzavřená, svařená z pancéřových plechů tl. 14,5 mm (vpředu), 10 mm (boky, záď) a 5,5 mm (vrchní a spodní část). Vozidlo je vybaveno radiostanicemi FuG 4 a FuG 8 s rámovou anténou a FuSpr s prutovou anténou.